# Sean Dunne
Sean Dunne (Peekskill, 1975) è un regista, produttore cinematografico e documentarista statunitense.

## Biografia
Sean Dunne inizia la sua carriera nel 2009 con la regia e la produzione di alcuni cortometraggi pubblicati su internet.
Ha ricevuto una nomination agli Emmy per il cortometraggio The Archive.
Nel 2013 realizza il lungometraggio Oxyana dove il regista documenta l'abuso di farmaci da prescrizione nelle zone rurali del sud della Virginia Occidentale.
Vince il premio come miglior regista esordiente di documentari al Tribeca film Festival ricevendo anche la menzione speciale per i documentari.
Il 22 gennaio 2015 durante l'AVN Adult Entertainment Expo presenta in anteprima mondiale a Las Vegas il documentario Cam Girlz dove esplora le vite e le esperienze delle donne che lavorano come camgirl.

## Filmografia parziale

### Documentari
- The Archive (2009) - cortometraggio
- Oxyana  (2013)
- Cam Girlz (2015)
- Florida Man (2015)
- American Sunset (2022) - cortometraggio